# Rudolf Laban
Rudolf Laban, właściwie Rezső Laban de Váraljas (ur. 15 grudnia 1879 w Preszburgu (obecnie Bratysława) w Austro-Węgrzech, zm. 1 lipca 1958 w Weybridge, Surrey) – tancerz, choreograf i teoretyk tańca.
Laban był innowatorem w dziedzinie teorii tańca, choreografii, edukacji. Był twórcą:
- kinetografii – zapisu ruchu ludzkiego ciała
- choreologii – nauki o tańcu
- ergonomii – nauki o psychofizycznych możliwościach ludzkiego ciała w warunkach pracy
- analizy ruchu – wiedzy o sposobach ruchu ludzkiego ciała[1]

Na podstawie obserwacji ruchu w tańcach ludowych, sporcie, pracy robotników i gimnastyce R. Laban opracował własną teorię ruchu, który według niego dzielił się na trzy składniki: energię (siła mięśni), czas (tempo) i przestrzeń (otoczenie).
R. Laban założył kilka szkół, w których analizowano prawa rządzące ruchem. Do grona uczniów R. Labana należeli między innymi Mary Wigman i Kurt Jooss oraz Weronika Sherborne.
Wśród kontynuatorów znajdziemy między innymi Pinę Bausch oraz Wiliama Forsytha. Studia nad teoriami Labana rozwijają teoretycznie i praktycznie dr Valerie Preston-Dunlop oraz dr Ana Sanchez-Colberg pod nazwą Choreological Studies (ang. studia choreografii) w Trinity Laban w Londynie.

## Dzieciństwo i młodość

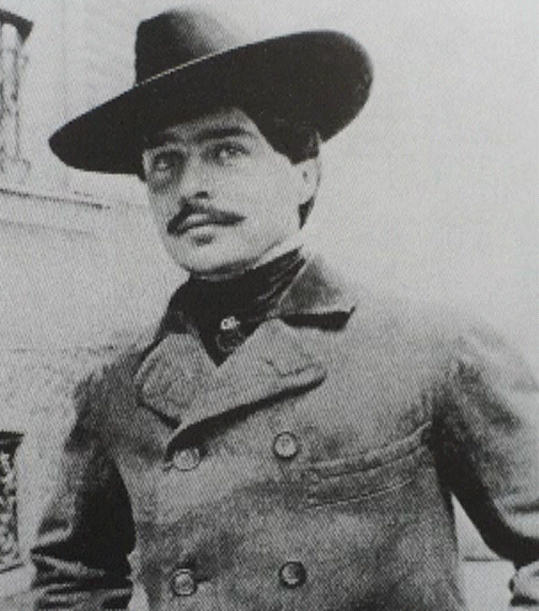
Rudolf Jean Baptiste Attila Laban de Varalja. Kadr z filmu Valerie Preston-Dunlop i Anny Cerliste: Living Architecture. Rudolf Laban and the Geometry of Dance. DVD, 2008

Rudolf Laban, a właściwie Rudolf Jean Baptiste Attila Laban de Varalja, urodził się 15 grudnia 1879 roku w Preszburgu na terenie ówczesnych Austro-Węgier. Ojciec Rudolfa Labana był gubernatorem wojskowym. Chłopiec i jego trzy młodsze siostry wychowywane były w rodzinie swojego wuja – architekta, Antoine Sendleina. Laban chodził do szkoły w Preszburgu, a potem w Wiedniu. Interesował się głównie malarstwem, teatrem kukiełkowym, operą, wyścigami konnymi, szermierką oraz życiem w kulisach teatrów obu miast. Wiele czasu spędzał na podróżach na Bałkany, podczas gdy jego ojciec stacjonował w Bośni i Hercegowinie. Szczególne wrażenie wywarły na nim rytuały sufizmu oraz derwiszów z Malediwów. W 1899 roku jako kadet Akademii Wojskowej w Wiener Neustadt podziwiał wojskowe parady i manewry – jednak silniejsze okazały się jego inklinacje artystyczne.
W 1900 Laban zaciągnął się do École des beaux-arts w Paryżu na studia w dziedzinie architektury i filozofii, ale na zajęcia uczęszczał nieregularnie. Miał własne studio na Montparnasse i mały dom swojej żony Marthy Fricke, malarki, w Saint-Maurice, nieopodal Lasku Vincennes. Prowadził styl życia właściwy dla bohemy artystycznej, malując karykatury i plakaty w stylu Art Nouveau, studiował metodę Delsarte. Sporadycznie współpracując z kabaretami i teatrami bulwarowymi, zaczynał bliżej przyglądać się różnym formom ruchu i zachowania, starał się je zapisywać. W École zbliżył się do różokrzyżowców, a ich zasady życia duchowego wpłynęły na całą jego karierę. W 1907 roku zmarła jego żona. Laban załamany stratą odesłał dwoje swoich dzieci do rodziców zmarłej żony w okolice Hanoweru, a sam opuścił Paryż obezwładniony przez pierwszy z wielu ataków depresji. Powrócił do Wiednia, gdzie dwa miesiące po śmierci żony zmarł jego ojciec.
Laban ożenił się powtórnie w 1910 roku ze śpiewaczką Mają Lederer. Przeprowadzili się do Monachium, a w 1912 roku założył swoją eksperymentalną szkołę Tanz-Ton-Wort (Taniec-Dźwięk-Słowo). Mimo że utrzymywał się z malowania, a jego karykatury ukazywały się regularnie w satyrycznym magazynie Jugend, coraz bardziej interesował się sztukami performatywnymi.

## Monachium i pierwsze koncepcje teoretyczne
Właśnie w Monachium rozpoczął swoją wielką batalię o ustanowienie tańca jako samodzielnej formy artystycznej. Zrobił to przez zaprzeczenie dominacji muzyki, którą eksponowała w swojej pracy Isadora Duncan, Ruth St. Denis, a szczególnie Émile Jaques-Dalcroze oraz artyści baletowi. Ustanowienie tańca jako niezależnej formy artystycznej konieczna była interpretacje jego materii w odniesieniu do społeczeństwa industrialnego. Odrzucając modny wówczas w sztuce powrót do korzeni antycznych i szukając nowych źródeł rozwoju poza krokiem mimicznym i baletowym, Laban zdecydował się na badania medium istoty ruchu – ciała ludzkiego – i definicję jego założeń organizacyjnych.
Wassily Kandinsky i Laban mieszkali i tworzyli na tej samej ulicy – Schwabing w Monachium. Choć nie ma dowodów na to, że znali się osobiście, jest mało prawdopodobne, by było inaczej. W efekcie mieszkania pod tym samym adresem obaj panowie przyjęli podobne – reformatorskie – założenia w swojej pracy. Wysiłki Kandinsky’ego, aby uwolnić malarstwo od konieczności przedstawiania zaprowadziła jego i jego grupę Der Blaue Reiter do zmagań z medium wyrazu, podobnie jak jego przyjaciela Arnolda Schönberga i jego muzykę. Każdy z trzech mężczyzn poszukiwał duchowych podstaw dla nowej formy wyrazu artystycznego; każdy ustanowił nową drogę w dziedzinie materii twórczej. Podobieństwa są szczególnie zauważalne pomiędzy innere Notwendigkeit (inner necessity) Kandinskiego i Labanowską koncepcją wewnętrznego wysiłku oraz pomiędzy teorią harmonii (Harmonielehre) w zakresie atonalności a Labanowską Harmonielehre dla przestrzeni tańca tancerza. Uderzające jest także podobieństwo teorii Labana z przemyśleniami mistyka G.I. Gurdijeffa.

## Monte Verita i eksperymenty z ruchem w praktyce

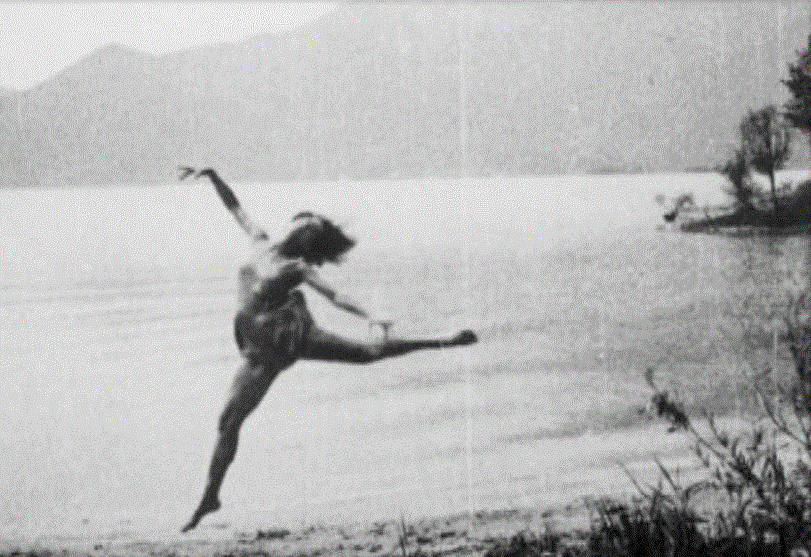
Mary Wigman w Monte Verita. Kadr z filmu Valerie Preston-Dunlop i Anny Cerliste: Living Architecture. Rudolf Laban and the Geometry of Dance. DVD, 2008

Latem 1912 roku Laban został zaproszony ze swoimi tancerzami do Monte Verita w Asconie oraz Lake Maggiore w Szwajcarii, które nazywał swoimi farmami tańca. Uczył Tonkunst (niem. sztuka dźwięku), Wortkunst (niem. sztuka słowa), Bewegungkunst (niem. sztuka ruchu) oraz Plastikkunst (niem. sztuka rzeźby). Ten eksperyment życia na wsi z nieodłącznymi jego obowiązkami prac ogrodowych, tkaniem, gotowaniem i budowaniem i wpływ tych czynności na swobodę myślenia były fundamentami jego późniejszych Chórów Ruchowych (Bewegungschöre). Możliwe, że to wtedy wzmocnił się w przekonaniu, że istota ludzka dla pełnego rozwoju potrzebuje istnienia w harmonii z naturą i kosmosem. Postrzegał on ruch jako wspólny mianownik wszystkich składników: rytmu, drgania, pulsowania, napięcia i relaksacji, przyciąganie i odpychanie, stabilność i mobilność, krążenia i ruchy wahadłowe – podstawy ruchu człowieka i jego środowiska. Pozycja i stabilność były dla niego iluzoryczne a wszystko cechowała niestabilność i zmiana.
W 1912 roku do jego zespołu dołączyła Suzanne Perrottet, a rok później Mary Wiegman, którą znamy jako Mary Wigman. Obie przeszły trening z Dalcroze. W 1914 roku przygotowali duży program dla Deutsche Werkbunde Exhibition w Kolonii pod tytułem Der Sieg des Opfers, ale spektakl nie został pokazany z powodu ogłoszenia wybuchu wojny. Zespół przeniósł się do Zurychu w Szwajcarii, gdzie Laban przygotował choreografie dla Mary Wigman oraz prezentuje wykłady o etnologii tańca, ze szczególnym uwzględnieniem swojego tanecznego credo: „ciszy” i „przygody” które będąc istotą zarówno świata materialnego, jak i duchowego mogą dokonać swojej syntezy w sztuce tańca. Tancerze Labana szybko stali się ulubieńcami mieszkających w mieście dadaistów, choć Laban stronił od nihilistycznych nastrojów i manifestacji kręgów związanych z Cabaret Voltaire.

## Koncepcje artystyczne i działalność twórcza
Laban powoli zaczął być postacią popularną, nie tylko ze względu na swoje teorie tańca oraz innowacje sceniczne, ale także ze względu na styl bycia i zainteresowanie ze strony płci pięknej. Lata wojny były dla niego krytyczne pod względem finansowym i zdrowotnym, ale jednocześnie bardzo płodnym w idee, narodziły się bowiem terminy teatr tańca, taniec jako edukacja, taniec w społeczności, wiedza o tańcu, polityka tańca, teoria tańca oraz początki terapii tańcem. Jego metody pracy były jak na owe czasy absolutnie rewolucyjne; improwizacja jako metoda twórcza, zamiast muzyki – dźwięki lub cisza; grupowa reżyseria; wolność dla ciała przejawiająca się zarówno w ruchu, jak i kostiumie; zamienność ról; zmienny, niemetryczny rytm; wprowadzenie na scenę dużych form ruchu całego ciała naprzemiennie z delikatnymi frazami, na przykład studium dłoni. Do tej pory nie spotykaną innowacją było kreatywne podejście do stworzonego raz tańca, nie jako skończonej formy, ale jako finalizację określonego etapu twórczego, co pozwalało na odtworzenie tej samej choreografii w innych kostiumach, zmienionej scenerii, z innym akompaniamentem, lub wręcz przez inną grupę albo część grupy w innym wieku lub płci. Taniec mógł być też zmieniony po wprowadzeniu nowej inspiracji, które wahały się od wewnętrznych zmagań, przez dekoracyjne, rytmiczne, groteskowe, ekstatyczne, aż do faktury dywizjonistycznej. Laban uwolnił swoją myśl twórczą, realizując najbardziej zaskakujące spektakle, na przykład w 1926 roku z Gert Ruth Loeszer wystawił spektakl na podstawie Wagnera – ale bez muzyki. Dodatkowo, Loeszer, dyplomowana tancerka baletowa była zagorzałą miłośniczką nudyzmu. Nie obeszło się bez skandalu.
W 1921 roku ustanowił Tanzbühne Laban w Stuttgarcie. W skład grupy weszli Kurt Jooss, Edgar Frank, Herta Feist, Albrecht Knust i Jens Keith oraz pozostałych dwudziestu tancerzy. W latach 1922–1927 stworzył blisko dziesięć dużych produkcji. Spośród nich warto wymienić Fausts Erlösung z 1922 roku, na podstawie Goethego, w którym chór tancerzy odgrywał to, co deklamował chór śpiewaczy. Gaukelei (Żonglerka) z 1923 roku to dramat taneczny pozbawiony muzyki a Nacht (Noc) z 1927 roku to sztuka satyryczna, w którym nudnemu, prozaicznemu ruchowi towarzyszyła muzyka jazzowa, na przemian z ciszą oraz deklamacja. W tym samym czasie z Dussią Bereską tworzył Kammertanzbühne Laban, w którym powstało blisko czterdzieści tańców solowych i kwartetów. Niestety, w 1926 roku występując w spektaklu Don Juan, Laban doznał kontuzji, która położyła kres nie tylko jego występom, ale także utrzymania stałego zespołu repertuarowego.

## Essen i sieci szkół tańca w Europie

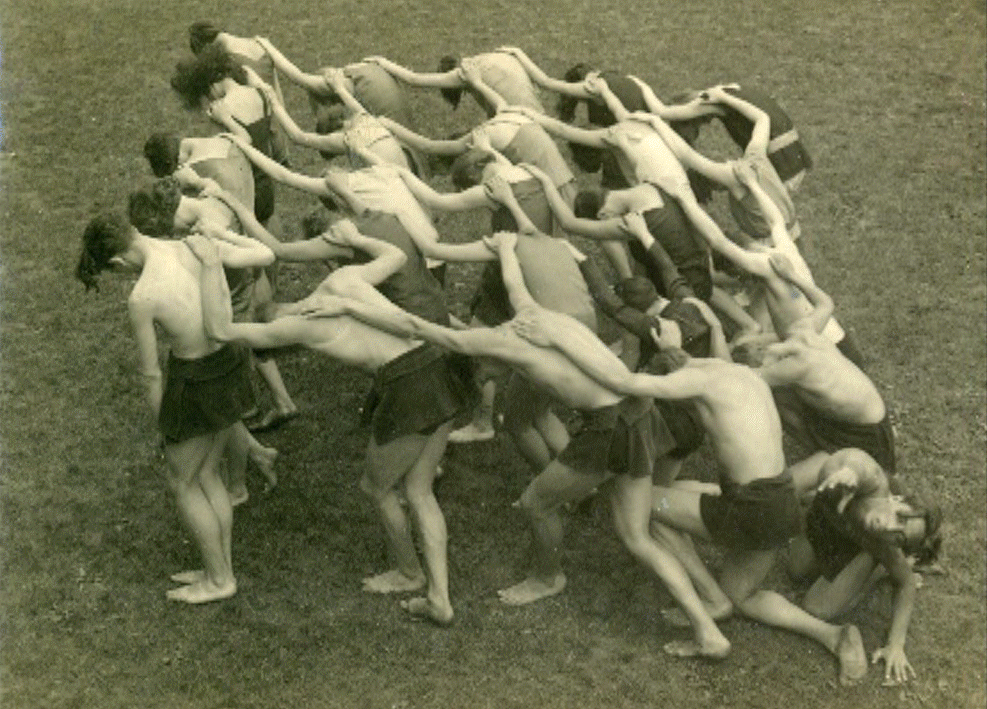
Kadr z filmu Valerie Preston-Dunlop i Anny Cerliste: Living Architecture. Rudolf Laban and the Geometry of Dance. DVD, 2008

W 1929 roku powołał Folwang Schule w Essen, której dyrektorem został Kurt Jooss. Poza tym powstały szkoły we Włoszech, Francji, na Węgrzech, w Jugosławii, Holandii, w Czechach i na Słowacji. Laban odwiedzał każdą raz w miesiącu. Celem powołania szkół było prowadzenie profesjonalnych kursów tańca, szkolenie potencjalnych tancerzy do Labanowskich zespołów oraz szkolenie liderów amatorskich chórów taneczno-ruchowych. W przeciwieństwie do Wigman, Laban uznawał konieczność stosowania technik tanecznych, ze szczególnym uwzględnieniem techniki baletowej, która dla niego była podstawą rozwoju swojej metody tanecznej, stosownej dla społeczności czasów industrializacji XX wieku. Jego praca opierała się na rozwijaniu możliwości ciała poprzez ćwiczenia fizyczne oparte na skalach przestrzennych oraz studiach rytmiczno-dynamicznych oraz improwizacji i kreacji. Centralnym założeniem jego pracy był tancerz i jego relacja ze środowiskiem i innymi tancerzami; grupa i improwizacja grupowa. Prace Labana wyróżniały się na tle innych systemów edukacji ruchowej dążeniem do tworzenia sztuki i form artystycznych. Jego studenci rokrocznie podchodzili do egzaminów z notacji oraz teorii i praktyki tańca i mogli uzyskać Dyplom Labana.
W 1930 roku Laban mianowany został reżyserem tańca i ruchu w Prussian Theaters w Berlinie. Był jednocześnie szefem baletu w Operze Narodowej Unter den Linden. Jego prace cieszyły się złą sławą ze względu na notoryczne łamanie konwencji baletowych i nieprzestrzegania systemu gwiazdorskiego w zespole. W tym czasie Laban rozwijał swoją koncepcję chórów tanecznych, jako powrót do życia naturalnego, w lokalnej społeczności, gdzie taniec był formą ekspresji dozwoloną dla każdego członka grupy. Przekonanie do demokratycznej struktury chóru tanecznego skłoniło go porzucenia posady solisty w Balecie Opery Berlińskiej w 1932 roku. Chór ruchowy był dla niego bowiem egzemplifikacją wiary w autonomię każdego człowieka, jego wartości i potrzeby przynależności do grupy społecznej.

## Działalność wydawnicza

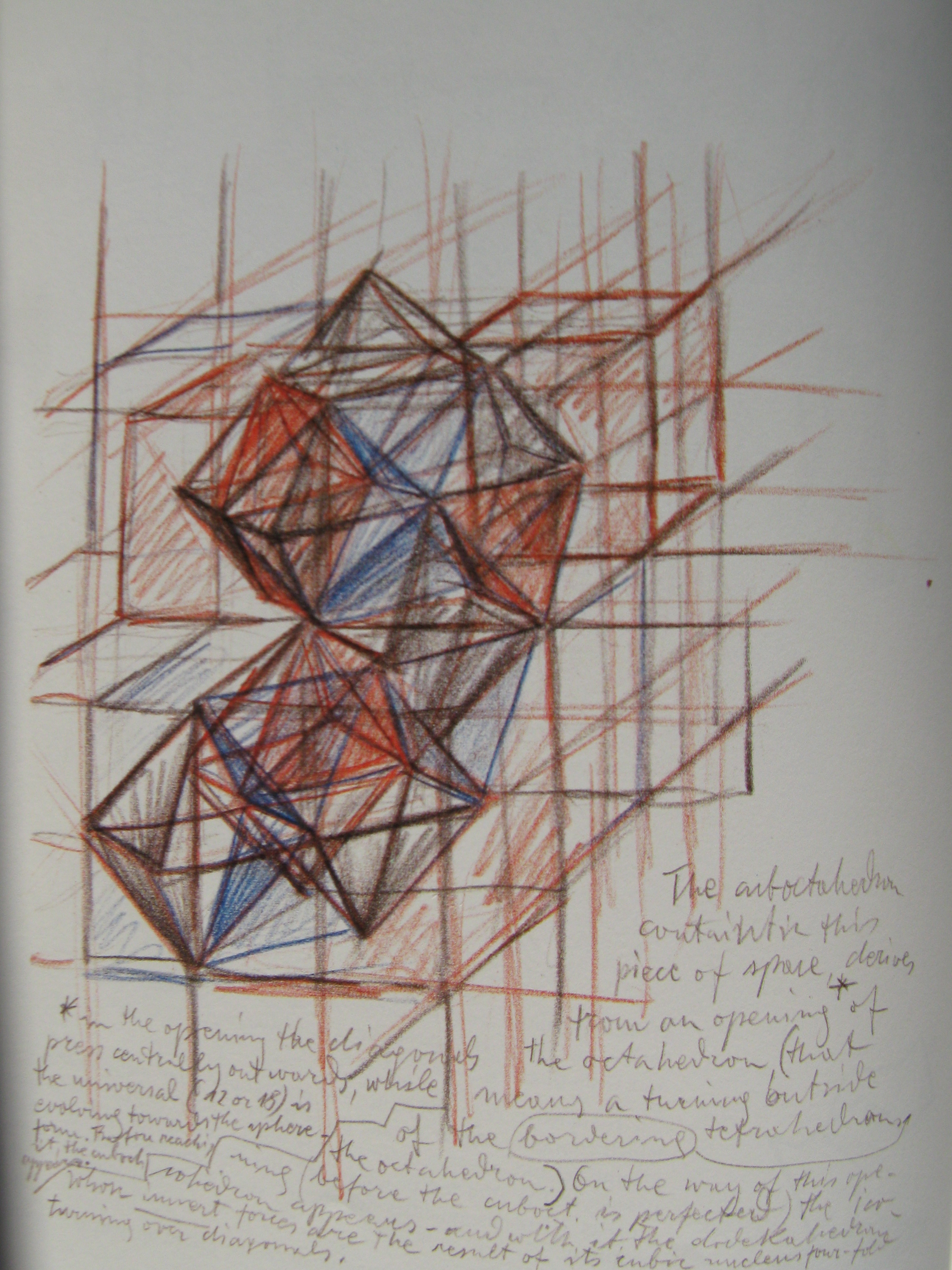
Rysunek Rudolfa Labana pochodzący z książki Lisy Ullman: A Vision of Dynamic space

W 1928 roku zaczął wydawać czasopismo Schrifttanz, które było jednym ze sposobów na to, żeby nadać tańcowi status sztuki równy innym jej dziedzinom. Wydając pismo na wysokim poziomie, chciał zadać kłam pejoratywnym kojarzeniem tańca jako zajęcia niegodnego prawdziwego mężczyzny, zawodu kojarzonego z pracą fizyczną, wymagającą zaangażowania ciała na różne sposoby – ale bez konieczności angażowania myślenia. Idąc dalej w kierunku ustanowienia tańca jako szacownej dziedziny sztuki, opracował taniec dla grupy mężczyzn, taniec składający się z ruchów i gestów, które w jego mniemaniu staną się zachętą dla młodych, silnych, przystojnych, niemieckich chłopców: ruch prężny, dynamiczny, bardzo rytmiczny i sprzyjający rozwijaniu atletycznej sylwetki. Składający się z amatorów hamburski męski chór ruchowy jest przykładem jego sukcesu. Podążając za ciosem, Laban opracował męskie partie solowe dla swoich głównych tancerzy Franka, Robsta i Joosa. Wprowadzenie na scenę mężczyzny w partii solowej było przełamaniem wszystkich dotychczasowych konwencji, według których rola męska miała ograniczać się do lepszego prezentowania roli kobiecej, jak na przykład w balecie romantycznym. Inne ujęcie było w tamtych czasach nie do pomyślenia. Zrekonstruowany przez Preston-Dunlop solowy taniec męski, w czarnym garniturze i eleganckich lakierkach przeszedł do historii tańca, podobnie jak tercet męski. Laban przyczynił się także do stworzenia związków zawodowych dla tancerzy, objęcia ich ubezpieczeniem społecznym i socjalnym, a także stworzenia odpowiednich regulacji prawnych dla osób wykonujących ten zawód.

## Polityka i nazizm
Sukcesy w dziedzinie propagowania tańca nie przełożyły się jednak na sprawy polityczne, które z objęciem władzy przez nazistów w 1933 zaczęły się komplikować. Laban bagatelizował sytuację polityczną nawet wtedy, kiedy wskutek prześladowań z Niemiec nazistowskich emigrowali jego najbliżsi współpracownicy żydowskiego pochodzenia – Kurt Jooss, Martin Gleisner, Sylvia Bodmer. Można powiedzieć, że nawet nazistom sprzyjał, bo jego zespół zrealizował promocyjny pamflet dla Partii Narodowych Socjalistów. Sytuacja krytyczna nastąpiła w roku 1936, kiedy Laban zrealizował ogromny chór tancerzy na otwarcie Olimpiady w Berlinie Vom Tauwind Und der Nauen Freude (O Ciepłej Bryzie i Nowej Radości). Jednak oficjalny cenzor „Olimpiady Hitlerowskiej”, Jozef Goebbels nie odnalazł w wizji artystycznej Labana idei nadczłowieka z jej mocą i potęgą, a nawet więcej – odnalazł tam pogardę dla idei Wielkich Niemiec. Laban stał się wyrzutkiem, jego nazwisko trafiło na listę autorów zakazanych, jego szkoły zamknięto, a współpracowników prześladowano. Polityka zaprzeczenia wobec Labana była tak skuteczna, że dopiero w latach 1980 zaczęto na nowo wznawiać jego prace.
W 1937 roku Laban uzyskał wizę na wyjazd do Francji, i w listopadzie przyjechał do Paryża. Całą operację przygotował Kurt Jooss, który korzystał z gościny Dorothy i Leonarda Elmhirstów, państwa w majątku Dartington. Laban był ciężko chory, załamany, i w ciężkim szoku spowodowanym całą sytuacją. Opiekowała się nim Lisa Ullmann. Prawie dwa lata dochodził do zdrowia, nie mógł też kontynuować swoich prac, bo wszystkie materiały zostały w Berlinie. Tylko niektóre ze swoich idei był w stanie zrekonstruować z pamięci. Stopniowo rozpoczął nowe życie, angażując się w działania z różnych dziedzin – przemysłu, edukacji, rekreacji, terapii i dramaturgii. Pracował z F.C. Lawrence, konsultantem z dziedziny zarządzania zainteresowanym studiami nad ruchem, który szukał specjalisty od ruchu, aby przygotować kobiety do obsługi maszyn dotychczas obsługiwanych przez mężczyzn. Lawrence i Laban opracowali system obserwacji ruchu, prowadząc badania w różnorodnych sytuacjach związanych z funkcjonowaniem gospodarki w stanie wojny. Z tego okresu pochodzi opracowanie zasadniczego elementu, jakim jest wysiłek Antrieb/Effort. W 1947 roku opublikowali książkę pod tym tytułem.

## Emigracja w Addlestone

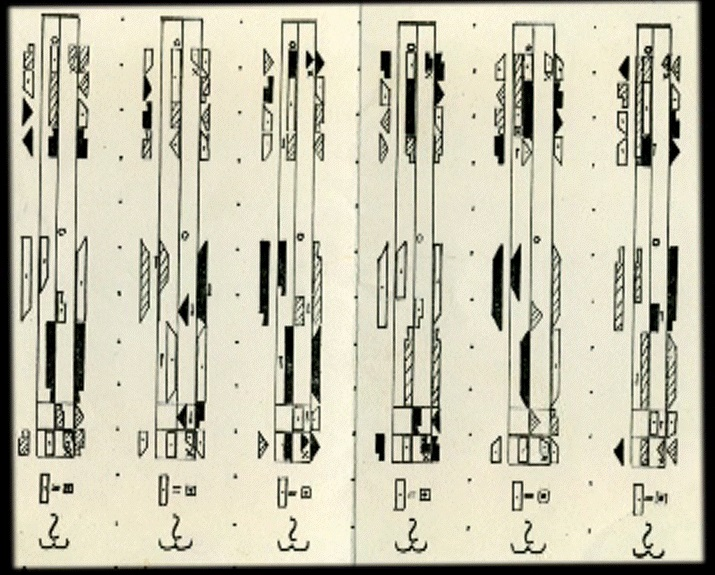
Kartka urodzinowa Rudolfa Labana z notacją 7 kręgu w zapisie choreologicznym wykonanym przez jego studentkę Valerie Preston-Dunlop

Lata powojenne były dla Labana i opiekującą się nim Ullman trudne z powodów zdrowotnych, ale także ze względu na to, że mieli obywatelstwo niemieckie i brak możliwości podjęcia pracy na terenie Wielkiej Brytanii. W latach 1940–1948 mieszkali najpierw w Newtown, potem w Manchesterze, gdzie Ullman prowadził szereg kursów labanowskich dla nauczycieli dzieci i młodzieży. Praca ta jednak nie służyła samemu Labanowi, który poszukiwał związków ze sceną. W końcu podjął współpracę z Bradford Civic Theater oraz później Gritish Drama League. W 1953 roku Art Of Movement Studio przeniosło się do Addlestone w Surrey w składzie Marion North, Valerie Preston oraz Geraldine Stephenson. Do 1954 roku Laban Centre, kontynuując pracę Berlin Choreographisches Institut, funkcjonowało jako laboratorium Labana. Z powodu pogarszającego się stanu zdrowia Laban był izolowany do głównego nurtu prac, ale czerpał dużo radości z towarzystwa angielskich nauczycieli, którzy licznie przybywali na kursy i szkolenia z programu, który opracował wcześniej dla szkół brytyjskich.
Rudolf Laban zmarł w 1958 roku w Addlestone. Wielki umysł swoich czasów, choć nie zawsze zrozumiany, to uznany za twórcę nowej ery tańca. Nie był autorem genialnych choreografii, ale twórcą genialnych dzieł, w których eksperymentował z różnymi aspektami tej sztuki. W pracach swoich konfrontował przestrzeń, źródła ruchu, obsady, tradycji, ekspresji, gest, abstrakcję i dźwięk – a także reakcje publiczności. Pozostawił po sobie wiele prac i książek, ale przede wszystkim uczniów i kontynuatorów. Laban nie był tancerzem sprawnym technicznie, ale miał prezencję i osobowość, która magnetyzowała publiczność. Miał ogromny wpływ na swoich studentów, ich życiorysy i drogi życiowe. Dla wielu spośród nich praca z Labanem stała się kamieniem milowym w ich życiu i twórczości.

## Prace i Publikacje
- (Undated). Harmonie Lehre Der Bewegung (niemiecki). (Odręczny egzemplarz książki Rudolfa Labana autorstwa Sylvii Bodmer) London: Laban Collection S. B. 48.
- (1920). Die Welt des Taenzers [The world of Dancers] (niemiecki). Stuttgart: Walter Seifert. (3rd edition, 1926)
- (1926). Choreographie: Erstes Heft (niemiecki). Jena: Eugen Diederichs.
- (1926). Gymnastik und Tanz (niemiecki). Oldenburg: Stalling.
- (1926). Des Kindes Gymnastik und Tanz (niemiecki). Oldenburg: Stalling.
- (1928). Schriftanz: Methodik, Orthographie, Erlaeuterungen (niemiecki). Vienna: Universal Edition.
- (1929). „Das Choreographische Institut Laban” in Monographien der Ausbildungen fuer Tanz und Taenzerische Koeperbildung (niemiecki). Edited by Liesel Freund. Berlin-Charlottenburg: L. Alterthum.
- (1947). with F. C. Lawrence. Effort: Economy of Human Movement London: MacDonald and Evans. (4th reprint 1967)
- (1948). Modern Educational Dance. London: MacDonald and Evans. (2nd Edition 1963, revised by Lisa Ullmann)
- (1948). „President’s address at the annual general meeting of the Laban art of movement guild”.  Laban Art of Movement Guild News Sheet. 1 (April): 5-8.
- (1950). The Mastery of Movement on the Stage. London: MacDonald and Evans.
- (1951). „What has led you to study movement? Answered by R. Laban”.  Laban Art of Movement Guild News Sheet. 7 (Sept.): 8-11.
- (1952). „The art of movement in the school”.  Laban Art of Movement Guild News Sheet. 8 (March): 10-16.
- (1956). Laban’s Principles of Dance and Movement Notation. London: MacDonald and Evans. (2nd edition 1975, annotated and edited by Roderyk Lange)
- (1960). The Mastery of Movement. (2nd Edition of The Mastery of Movement on the Stage), revised and enlarged by Lisa Ullmann. London: MacDonald and Evans. (3rd Edition, 1971. London: MacDonald and Evans) (1st American Edition, 1971. Boston: Plays) (4th Edition, 1980. Plymouth, UK: Northcote House)
- (1966). Choreutics. Annotated and edited by Lisa Ullmann. London: MacDonald and Evans.
- (1974). The Language of Movement; A Guide Book to Choreutics. Annotated and edited by Lisa Ullmann. Boston: Plays. (American publication of Choreutics)
- (1975). A Life For Dance; Reminiscencs. Translated and annotated by Lisa Ullmann. London: MacDonald & Evans. (Oryginał niemiecki, opublikowany w 1935 r.)
- (1984). A Vision of Dynamic Space. Compiled by Lisa Ullmann. London: The Falmer Press.

## Archiwa
- Guide to the Rudolf Laban Icosahedron. Special Collections and Archives, The UC Irvine Libraries, Irvine, California
- Rudolf Laban - biography from Trinity Laban site
- Limsonline Laban/Bartenieff Institute of Movement Studies – LIMS NYC
- Short biographies of Laban and some leading Laban practitioners. labanproject.com. [zarchiwizowane z tego adresu (2007-09-28)]. - website of Laban Project
- Free scores by Rudolf von Laban at the International Music Score Library Project